# Ectropis indistincta
Ectropis indistincta là một loài bướm đêm trong họ Geometridae.